# Agence Hardy
Agence Hardy is een Franse stripreeks van Pierre Christin en Annie Goetzinger.
De strip speelt  in Parijs in de jaren 1950 met als hoofdpersoon de detective Edith Hardy. Zij neemt het detectivebureau van haar man over na diens dood.

## Albums
Er zijn bij uitgeverij Dargaud drie strips verschenen die samen één verhaal vormen:
1. Het verdwenen parfum (2001)
2. Het vage spoor (2002)
3. Het rode vergif (2004)
4. Deel 4 (2006)
5. Berlijn, Franse zone  (2008)
6. Crime Boulevard (2009)
7. Diamanten smelten in de zon (2012)